# Hypodactylus
Hypodactylus es un género de anfibios anuros de la familia Craugastoridae. Se distribuye por el noroeste de América del Sur, desde el norte de las Cordillera Occidental y Oriental en Colombia hasta el centro de Perú, siempre en zonas montanas o de selva de tierras bajas adyacentes a las cordilleras andinas.

## Especies
Se reconocen las 12 siguientes según ASW:
- Hypodactylus adercus (Lynch, 2003)
- Hypodactylus araiodactylus (Duellman & Pramuk, 1999)
- Hypodactylus babax (Lynch, 1989)
- Hypodactylus brunneus (Lynch, 1975)
- Hypodactylus dolops (Lynch & Duellman, 1980)
- Hypodactylus elassodiscus (Lynch, 1973)
- Hypodactylus fallaciosus (Duellman, 2000)
- Hypodactylus latens (Lynch, 1989)
- Hypodactylus lucida (Cannatella, 1984)
- Hypodactylus mantipus (Boulenger, 1908)
- Hypodactylus nigrovittatus (Andersson, 1946)
- Hypodactylus peraccai (Lynch, 1975)

Además, incluye las siguientes especies incertae sedis:
- "Hylodes" verrucosus Jiménez de la Espada, 1875
- "Hylodes" philippi Jiménez de la Espada, 1875